# Lorenzo Castro
Lorenzo Castro (Villanueva del Ariscal, Sevilla - † Cárcel de la Ranilla, Sevilla, 4 de abril de 1956) conocido como el Tarta fue un delincuente español, condenado a muerte y ejecutado por el denominado crimen de las estanqueras. Debía su sobrenombre a su tartamudez y en los ficheros policiales a menudo se le confundía con su hermano Francisco, conocido como el Corona.
En 1952, las hermanas Encarnación y Matilde Silva Montero fueron asesinadas durante un atraco al estanco que regentaban en Sevilla. El crimen, descubierto al día siguiente, llevó a la detención de Juan Vázquez Pérez, Antonio Pérez Gómez y Lorenzo Castro.
Fue detenido, tras una delación, en Sevilla por agentes de la comisaría de San Bernardo poco antes del 30 de julio.
Su defensa la llevó a cabo el abogado Juan Espinosa de los Monteros y Vila, José Rull se hizo cargo de la de Antonio Pérez Gómez y la de Juan Vázquez Pérez fue encomendada a Manuel Rojo Cabrera, quien afirmó que su defendido no le contó lo sucedido. Como uno de los procuradores, actuó Juan López de Lemus. Sin pruebas concretas, el tribunal les condenó a muerte el 26 de octubre de 1954 y poco después uno de los abogados publicó un libro sobre el juicio en el que vertió sus sospechas sobre la relación del crimen con el hachís, si bien hizo notar sus dudas  durante el juicio acerca de la investigación policial.
La sentencia fue ratificada por el Tribunal Supremo en julio de 1955 y devuelta a la Audiencia de Sevilla en marzo de 1956 para que se procediese a las ejecuciones. Pese a los esfuerzos del abogado defensor para conmutarla, la sentencia se llevó a cabo. Fue ejecutado por garrote vil, por el verdugo, Bernardo Sánchez Bascuñana, en la cárcel de Ranilla de Sevilla.
Parte de su vida, y el denominado como Crimen de las estanqueras, es relatado en la novela del escritor Esteban Navarro, Verdugos.